# L'Ìsula
L'Ìsula (en francès: L'Île-Rousse; en italià: Isola Rossa; "Illa Roja") és un municipi de Còrsega, situat al nord-oest de l'illa, a la comarca de Balagna del departament de l'Alta Còrsega. El nom d'illa roja prové de les roques roges de l'illa de Pietra situada al nord de la ciutat.

## Demografia
| 1962  | 1968  | 1975  | 1982  | 1990  | 1999  |
| ----- | ----- | ----- | ----- | ----- | ----- |
| 1.678 | 2.036 | 2.360 | 2.632 | 2.288 | 2.774 |

## Administració
| Període   | Identitat                       | Partit | Qualitat |  |
| --------- | ------------------------------- | ------ | -------- |  |
| 1971-2001 | Pierre Pasquini                 | RPR    |          |  |
| 2001-     | Jean Joseph Allegrini-Simonetti | UMP    |          |  |

## Història

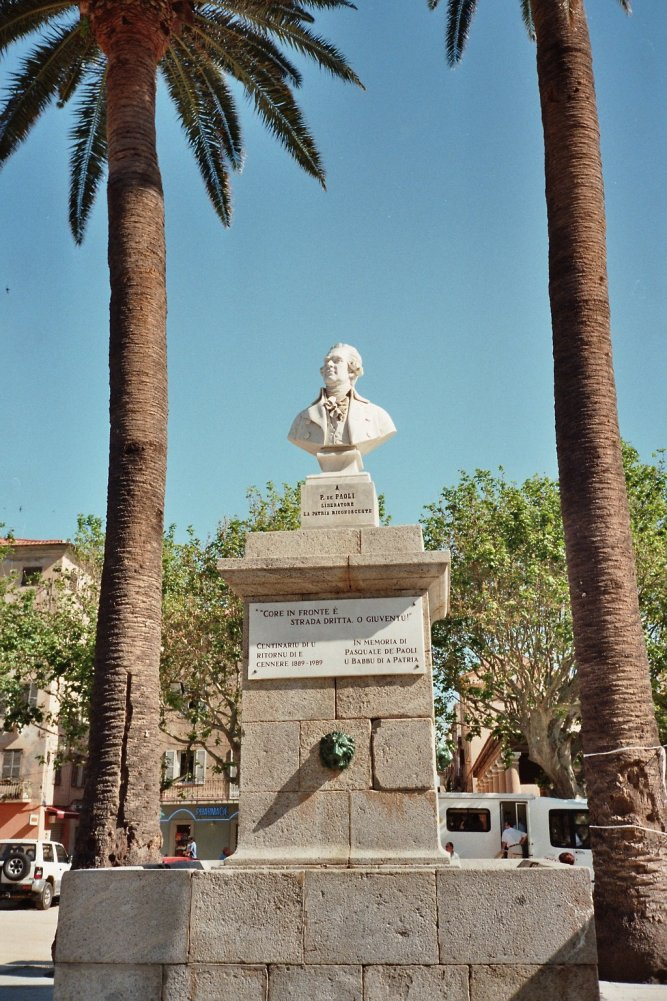
Monument a Pascal Paoli a l'Ìsula

Fou un antic mercat romà i el seu desenvolupament va ser impulsat per Pascal Paoli que va construir el port i les muralles per competir amb el tràfic marítim de Calvi amb Gènova.